# Ǵorin Čukar
Ǵorin Čukar (makedonska: Ѓорин Чукар) är en bergstopp i Nordmakedonien. Den ligger i kommunen Staro Nagoričane, i den norra delen av landet, 50 kilometer nordost om huvudstaden Skopje. Toppen på Ǵorin Čukar är 945 meter över havet.